# أولاد اشعب الزورك (بني كيل)
أولاد اشعب الزورك هي إحدى مشيخات المملكة المغربية، تتبع جغرافيا لإقليم فكيك وإداريًا لبني كيل. يقدر عدد سكانها بـ 627 نسمة حسب الإحصاء الرسمي للسكان والسكنى لسنة 2004.